# Cyrtopogon longibarbus
Cyrtopogon longibarbus är en tvåvingeart som beskrevs av Friedrich Hermann Loew 1857. Cyrtopogon longibarbus ingår i släktet Cyrtopogon och familjen rovflugor. Inga underarter finns listade i Catalogue of Life.